# (7562) Kagiroino-Oka
(7562) Kagiroino-Oka (1986 WO9) – planetoida z pasa głównego asteroid okrążająca Słońce w ciągu 4,61 lat w średniej odległości 2,77 j.a. Odkryta 30 listopada 1986 roku.